# 同心鄉 (鄰水縣)
同心鄉，是四川省鄰水縣下轄的一個鄉級行政單位。

## 沿革[1][2][3]
- 道光年間，增設同心場。
- 民國4年(1915年)，因地方不靖，設5個保衛區，以維持治安。全縣共49鄉，同心鄉屬第二保衛區。
- 民國6年(1917年)，5個保衛區劃為6個區，同心鄉屬何區不詳。
- 民國24年(1935年)7月1日，將6個區合併為3個區，49個鄉鎮合併為43個鄉鎮，同心鄉併入石龍鄉，屬第二區署。
- 1953年4月24日，第九區（石永區）公所從石滓鄉划出3村、4村，增建同心鄉人民政府。1956年1月16日，同心鄉併入石滓鄉，同心鄉人民政府撤銷。